# Gare du Parc de Sceaux
La gare du parc de Sceaux est une gare ferroviaire française de la ligne de Sceaux, située dans la commune d'Antony, à proximité immédiate de Sceaux (département des Hauts-de-Seine).
C'est une gare de la Régie autonome des transports parisiens (RATP) desservie par les trains de la ligne B du RER.

## Situation ferroviaire
La gare est située à la sortie sud du tunnel permettant à la ligne de passer sous la butte de Sceaux.

## Histoire
La gare est ouverte par la CMP sur la ligne de Sceaux dans les années 1930.
En 2019, 574 699 voyageurs sont entrés à cette gare, ce qui la place en 64e position des gares de RER exploitées par la RATP pour sa fréquentation.

## Service des voyageurs

### Desserte
Elle est desservie par les trains de la ligne B du RER, en zone 3 de la tarification Île-de-France.

### Intermodalité
La gare est desservie à l'arrêt La Fontaine par la ligne 196 (desserte à horaire spécifique) et 197 du réseau de bus RATP et, la nuit, par les lignes N14 et N21 du réseau Noctilien.

## À proximité
- Parc de Sceaux

Galerie de photographies
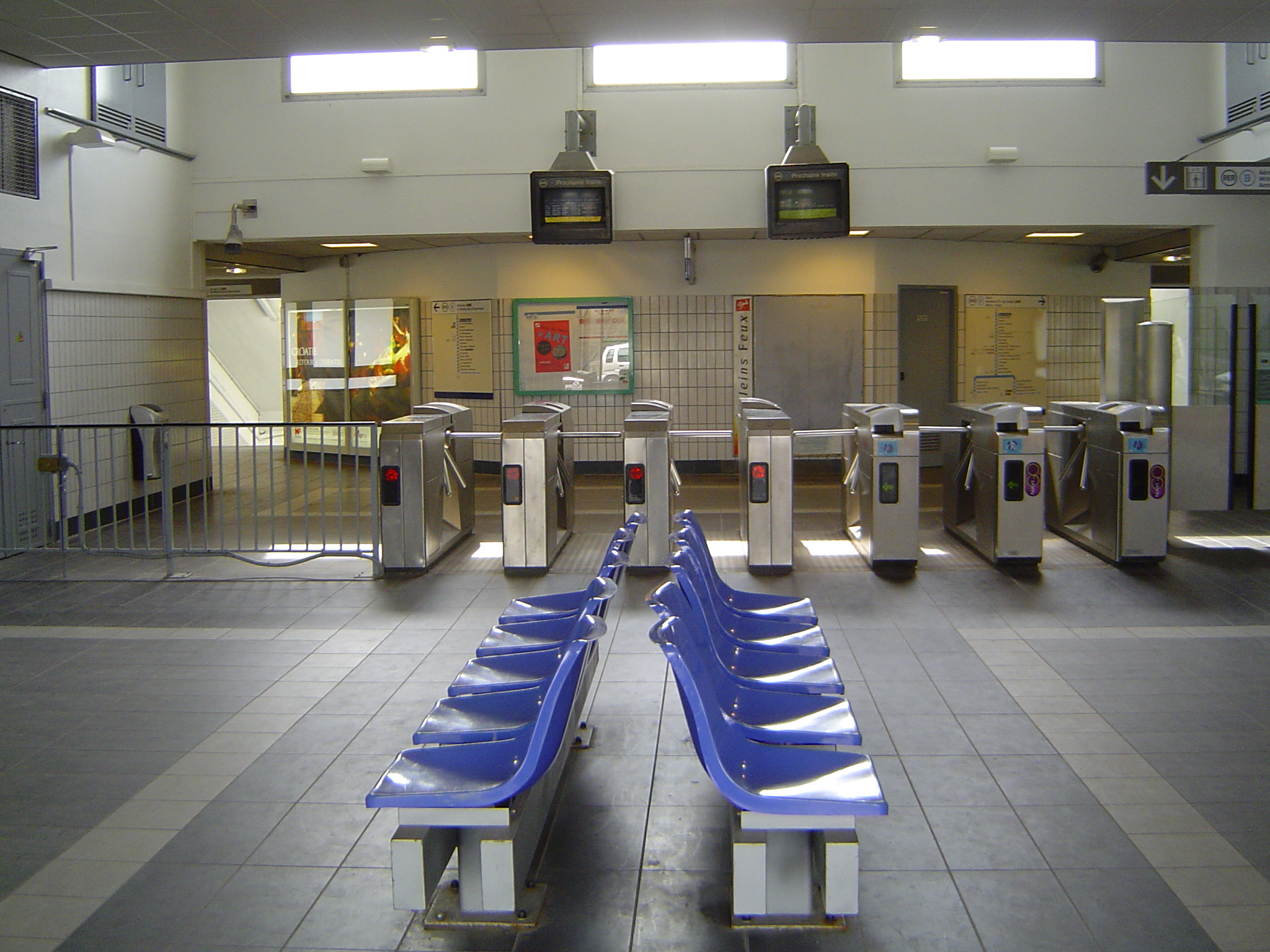
En entrant dans la gare, au fond les portillons vers les quais.
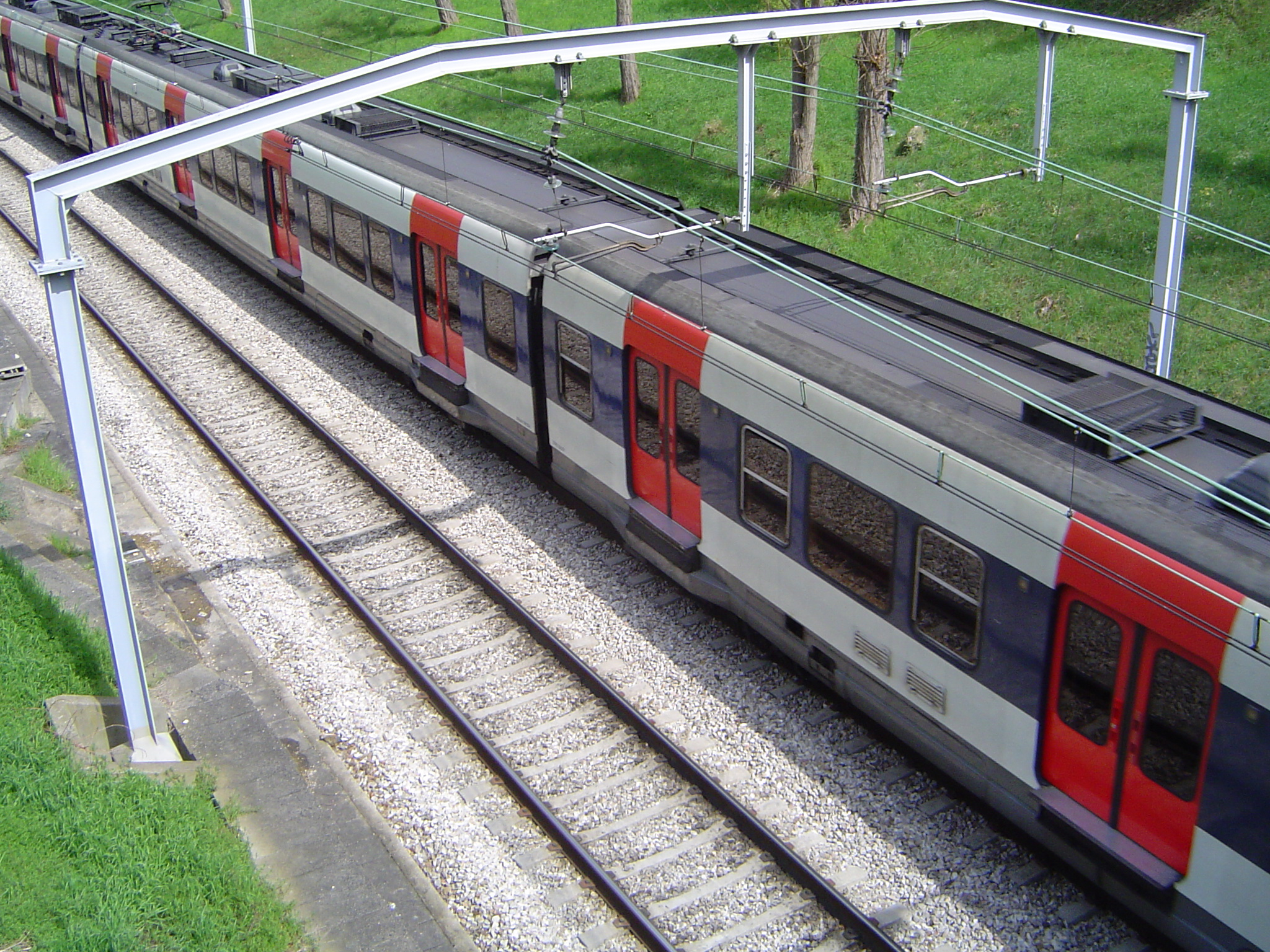
Arrivée d'une rame en provenance de Bourg-la-Reine.
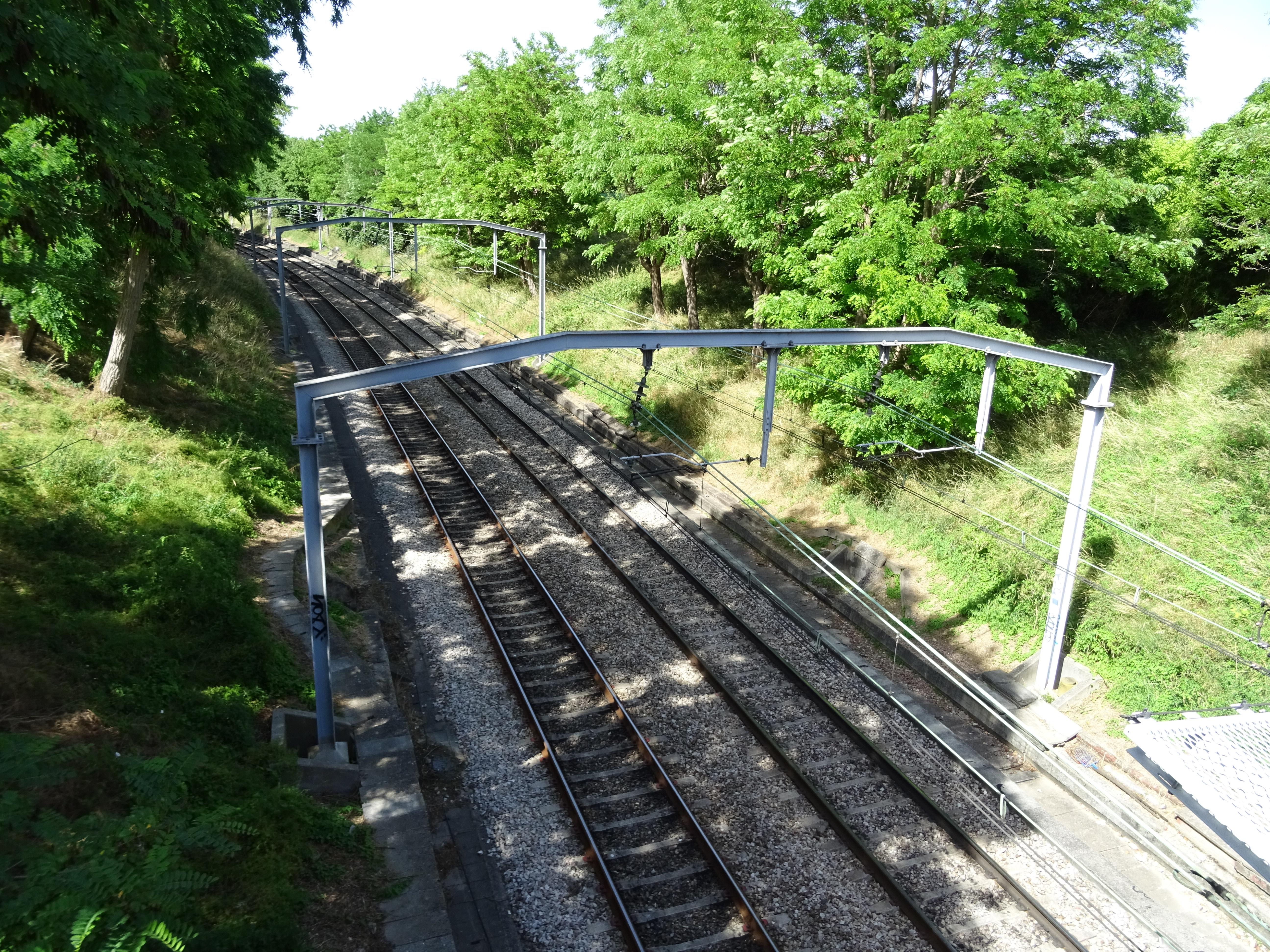
La voie ferrée en direction de Bourg-la-Reine.